# Royaume de Dubréka
Le royaume de Dubréka est un royaume traditionnel qui a existé en Guinée entre le début du XVIIe siècle et la fin du XIXe siècle.

## Histoire
Il a été fondé vers 1600 par un Soussou, chasseur d'éléphants, nommé Soumba Toumany. Il délivre des pillards les Bagas qui, en remerciement, lui cèdent la région et le proclament roi. Ses descendants règnent jusqu'à la conquête coloniale, en 1890.
Le royaume était organisé en trois provinces : Kaloum (chef-lieu Kaporo, sur la côte occidentale), correspondant à la presqu'île où se trouve le centre ancien de Conakry, Manéah, à l'intérieur au nord-est, et Tabounsou ou Taboussou, autour de Dubréka.
Le 20 juin 1880, l'avant-dernier roi, Balé Demba, signe un traité de protectorat avec la France. Dans ce traité, le royaume de Balé Demba est ainsi défini : il est « roi du pays qui s'étend de la pointe Candiah à la rive droite du Maneah et qui comprend le Kabita, le Kaloum, le Taboussou, le Maneah, le Correra, ainsi que l'île Tombo ». Le territoire concerné mesure une soixantaine de kilomètres du nord au sud et un peu moins de l'ouest à l'est.
Les Français installent alors un premier établissement dans l'île de Tombo, futur quartier de Conakry. Ce lieu présente l'énorme avantage de posséder une rade en eau profonde, particularité unique sur cette côte depuis le Rio Nunez jusqu'à la Mellacorée.